# Santa Brigida (Włochy)
Santa Brigida – miejscowość i gmina we Włoszech, w regionie Lombardia, w prowincji Bergamo.
Według danych na styczeń 2009 gminę zamieszkiwały 594 osoby przy gęstości zaludnienia 41,8 os./1 km².